# بلگرام

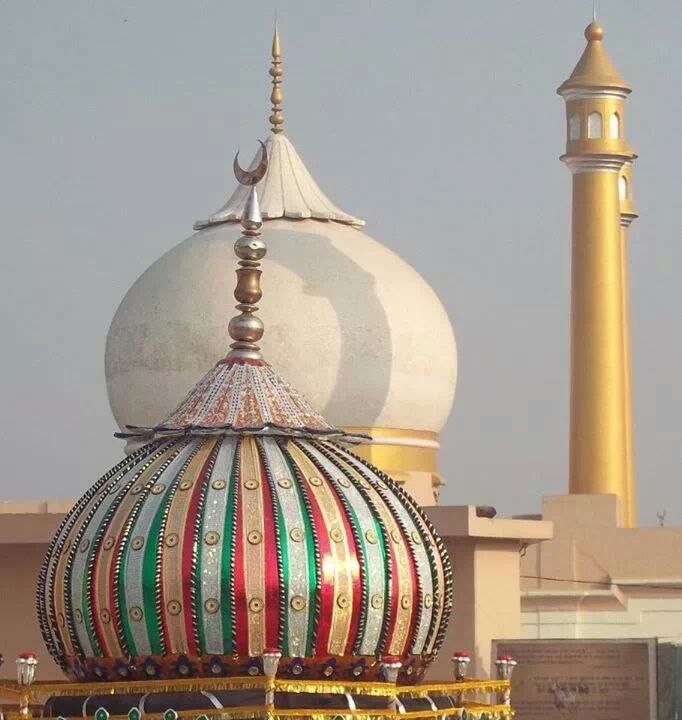
بلگرام هند

بلگرام شهری در شهرستان هاردوئی در ایالت اوتار پرادش هندوستان است. بر اساس سرشماری سال ۲۰۰۱ هندوستان، این شهر ۲۵٬۲۹۲ نفر جمعیت داشت.
میر غلام‌علی بن نوح حسینی واسطی معروف به آزاد بلگرامی، شاعر، عارف، ادیب و مورخ اهل هندوستان در قرن هجدهم میلادی، در این شهر متولد شده است.